# Globosolembos rodriguensis
Globosolembos rodriguensis is een vlokreeftensoort uit de familie van de Aoridae. De wetenschappelijke naam van de soort is voor het eerst geldig gepubliceerd in 2004 door Myers.